# Noboru Kohara
Noboru Kohara (født 22. juli 1983) er en tidligere japansk fodboldspiller.
Han har spillet for flere forskellige klubber i sin karriere, herunder Kyoto Sanga FC.